# Cimarron (álbum)
Cimarron es el décimo álbum de estudio de la cantante estadounidense Emmylou Harris, publicado por la compañía discográfica Warner Bros. Records en noviembre de 1981. Al igual que su predecesor, Evangeline, incluye en su mayoría canciones descartadas de sesiones de grabación de anteriores trabajos de Harris. Como resultado, la crítica se quejó de que el álbum carecía de un sonido unificador. Sin embargo, obtuvo un buen resultado comercial en los Estados Unidos, con tres sencillos que llegaron al top 10 de la lista de canciones country: «Born to Run», «If I Needed You» (un dúo con Don Williams) y «Tennessee Rose». Fue nominado al Grammy en la categoría de mejor interpretación vocal country femenina. En 2000, después de casi dos décadas descatalogado, Eminent Records editó Cimarron por primera vez en CD con un tema extra, «Colors of Your Heart».

## Lista de canciones
1. "Rose of Cimarron" (Rusty Young) – 4:21
2. "Spanish Is a Loving Tongue" [con Fayssoux Starling] (Traditional/arr. Brian Ahern) – 3:20
3. "If I Needed You" [con Don Williams] (Townes Van Zandt) – 3:37
4. "Another Lonesome Morning" (Clinton Codack Adcock, Wendy Special Thatcher) – 3:04
5. "The Last Cheater's Waltz" (Sonny Throckmorton) – 5:37
6. "Born to Run" (Paul Kennerley) – 3:48
7. "The Price You Pay" (Bruce Springsteen) – 4:39
8. "Son of a Rotten Gambler" (Chip Taylor) – 4:15
9. "Tennessee Waltz" (Redd Stewart, Pee Wee King) – 2:30
10. "Tennessee Rose" (Karen Brooks, Hank DeVito) – 5:34

Temas extra (reedición de 2000)
1. "Colors of Your Heart" (Rodney Crowell) – 4:20

## Personal
- Emmylou Harris: voz, guitarra acústica y coros.
- Brian Ahern: guitarra eléctrica, guitarra eléctrica, bajo, percusión.
- Joe Allen: bajo eléctrico.
- Mike Bowden: bajo.
- Tony Brown: piano y piano eléctrico.
- Barry Burton: guitarra acústica.
- James Burton: guitarra eléctrica.
- Charles Cochran: piano eléctrico.
- Donivan Cowart: coros.
- Rodney Crowell: guitarra acústica.
- Hank DeVito: pedal steel guitar.
- Steve Fishell: guitarra acústica, percusión y pedal steel.
- Wayne Goodwin: violín y mandolina.
- Emory Gordy, Jr.: bajo.
- Glen D. Hardin: piano, piano eléctrico y orquestación.
- Don Johnson: piano eléctrico.
- Paul Kennerley: guitarra acústica.
- David Kirby: guitarra acústica.
- Albert Lee: mandolina.
- Kenny Malone: batería y conga.
- Herb Pedersen: banjo y coros.
- Mickey Raphael: armónica.
- Frank Reckard: guitarra eléctrica.
- Ricky Skaggs: banjo, violín y coros.
- Buddy Spicher: viola.
- Fayssoux Starling: coros.
- Barry Tashian: guitarras acústica y eléctrica y coros.
- John Ware: batería.
- Cheryl White: coros.
- Sharon White: coros.
- Don Williams: voz.

## Posición en listas
| País           | Lista          | Posición |
| -------------- | -------------- | -------- |
| Estados Unidos | Billboard 200  | 46       |
| Estados Unidos | Country Albums | 6        |

| Sencillo          | País           | Lista           | Posición |
| ----------------- | -------------- | --------------- | -------- |
| «If I Needed You» | Estados Unidos | Country Singles | 3        |
| «Born to Run»     | Estados Unidos | Country Singles | 3        |
| «Tennessee Rose»  | Estados Unidos | Country Singles | 9        |